# 3963 Paradzhanov
3963 Paradzhanov è un asteroide della fascia principale. Scoperto nel 1969, presenta un'orbita caratterizzata da un semiasse maggiore pari a 2,4391287 UA e da un'eccentricità di 0,1960278, inclinata di 3,27611° rispetto all'eclittica.